# NGC 3039
NGC 3039 ist eine Balken-Spiralgalaxievom Hubble-Typ SBb im Sternbild Sextant südlich der Ekliptik. Sie ist schätzungsweise 217 Millionen Lichtjahre von der Milchstraße entfernt und hat einen Durchmesser von etwa 80.000 Lichtjahren. 
Im selben Himmelsareal befindet sich u. a. die Galaxie NGC 3044.
Das Objekt wurde am 22. Januar 1865 von Albert Marth entdeckt.